# Cinema che passione
Cinema che passione (The Film Fan) è un film del 1939 diretto da Robert Clampett. È un cortometraggio d'animazione della serie Looney Tunes, uscito negli Stati Uniti il 16 dicembre 1939. Il corto riprende alcune idee di Una serata al cinema (1937) di Friz Freleng.

## Trama
Mentre si reca al supermercato per fare la spesa per sua madre, Porky Pig vede un cartello al cinema locale che annuncia che i bambini per quel giorno potranno entrare gratis. Porky corre dentro eccitato e assiste a varie parodie di cinegiornali e trailer di film. Si inizia con le Notizie Looney Tone presentate da Cold Promise (parodia di Movietone News e del suo presentatore Lowell Thomas) e le Vita-Tone News. Seguono gli annunci dei film di prossima programmazione, tra cui il trailer de Il Prodigio Mascherato (parodia dei serial di Lone Ranger). A quel punto, l'usciere riceve una telefonata dalla mamma di Porky; egli interrompe quindi lo spettacolo per avvertire che se tra il pubblico c'è un bambino che era stato mandato da sua madre a fare la spesa, è meglio che vada a casa subito. Quindi tutti i bambini scappano via, facendo sgonfiare il cinema.

## Distribuzione

### Edizione italiana
Il corto fu distribuito in Italia direttamente in DVD nel 2006. Il doppiaggio fu eseguito dalla Time Out Cin.ca e diretto da Massimo Giuliani. Non essendo stata registrata una colonna internazionale, fu sostituita la musica presente durante i dialoghi.

### Edizioni home video
Il corto fu pubblicato in DVD-Video in America del Nord come extra di Gunga Din, uscito il 7 dicembre 2004. Fu poi inserito nel secondo disco della raccolta Looney Tunes Golden Collection: Volume 3 (intitolato Hollywood Caricatures and Parodies) distribuita in America del Nord il 15 ottobre 2005. In Italia fu invece inserito nel DVD Daffy Duck & Porky Pig: Volume 2 della collana Looney Tunes Collection, uscito il 18 maggio 2006. In seguito fu inserito come extra nel DVD nordamericano de Il grande amore, uscito il 1º aprile 2008. Infine fu incluso nel quarto disco della raccolta DVD Porky Pig 101, uscita in America del Nord il 19 settembre 2017.